# فيليب هاغينز
فيليب هاغينز (بالإنجليزية: Philip Huggins)‏ هو قسيس أسترالي، ولد في 16 أكتوبر 1948.